# (31819) 1999 RS150
1999 RS150 (asteroide 31819) é um asteroide troiano de Júpiter. Possui uma excentricidade de 0.00730990 e uma inclinação de 14.39666º.
Este asteroide foi descoberto no dia 9 de setembro de 1999 por LINEAR em Socorro.